# Chiesa di Santa Giustina (Ferrara)
La ex chiesa di Santa Giustina si trova in piazzetta Cortebella (che si affaccia su via Garibaldi) ed è chiusa al culto.

## Storia
La chiesa e lo Spedale per orfanelle povere sorsero probabilmente prima dell'anno mille, certamente erano presenti nel XII secolo. Fu parrocchiale con annessi due ospedali. Nel 1583 divenne il seminario dei Chierici Rossi e nel 1721 Conservatorio per fanciulle.
Nel XVI secolo fu ridisegnata con pianta ad aula da Giovan Battista Aleotti ed ampliata con l'edificazione di una cappella più interna e del campanile nel 1769.
L'interno venne successivamente modificato dall'architetto Antonio Foschini con pianta ottagonale e dell'esterno rimase inalterato solamente il portale.
Nel 1832 si trasferirono nel monastero di Santa Giustina le monache di san Guglielmo e nel 1916 le agostiniane.
Attualmente la chiesa è chiusa al culto e l'ex convento è divenuto abitazione civile.
Dal 2023 è temporaneamente sede della Chiesa ortodossa moldava